# Apis
Apis är även det vetenskapliga namnet på släktet som bland annat honungsbin tillhör.

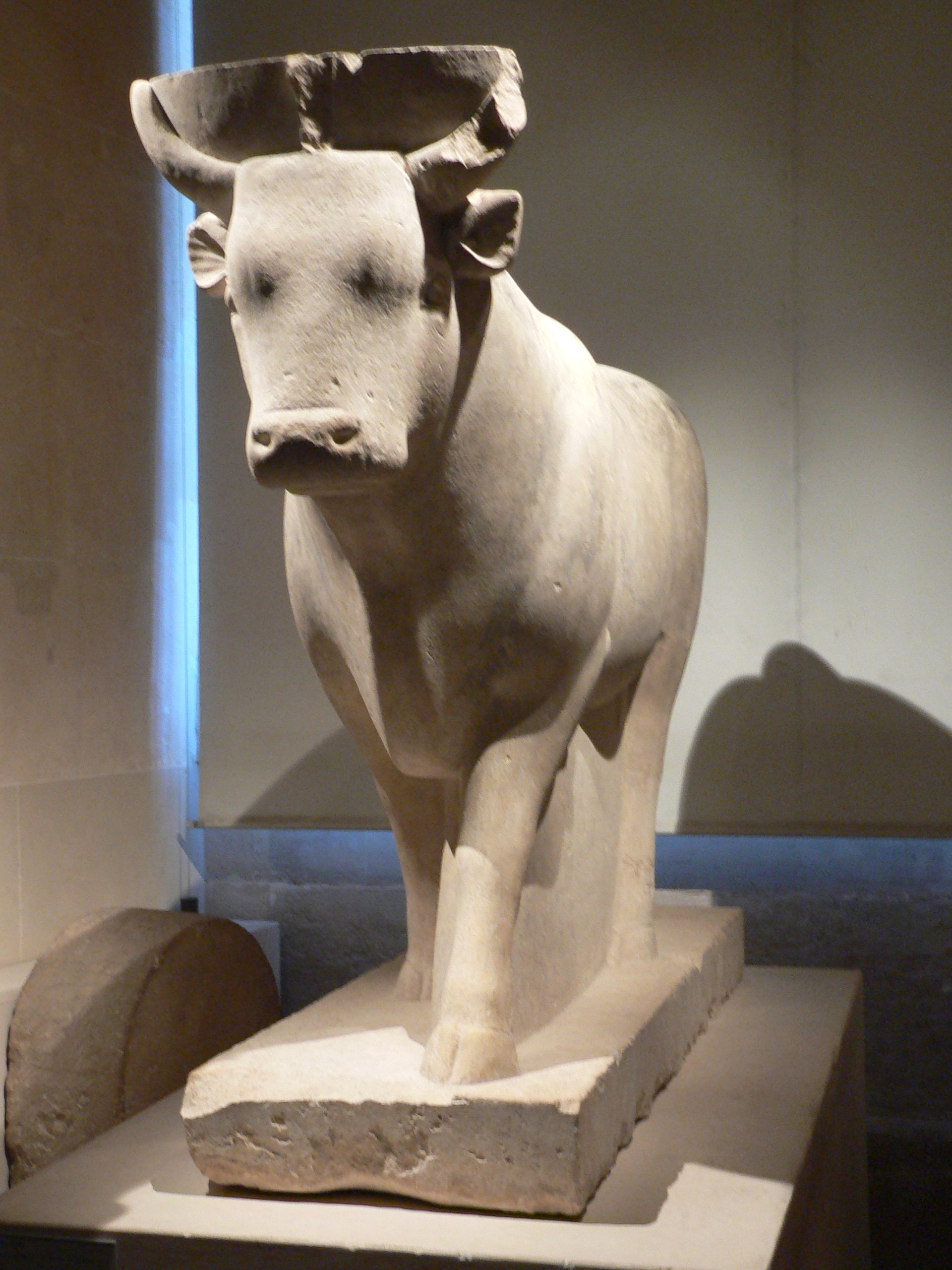
Staty av Apis från 30:e dynastin. Louvren

Apis var en fornegyptisk gud gestaltad som tjur. Apis dyrkades i Memphis med början senast under den 1:a dynastin. Man tror att Apis först var en fruktbarhetsgud kopplad till spannmål och boskap, men att han betraktades som en uppenbarelseform av Ptah eller som dennes son. Han kopplades också till Osiris, dödsguden, och Seker, underjordens väktare.  Han dyrkades också som Apis-Atum där han blev en del av solkulten och avbildades med en solskiva mellan  hornen.
Apis representerades av en verklig levande tjur som användes som orakel. När en helig tjur dog begravdes den under pompa och ståt i Saqqara  där väldiga sarkofager med Osiris-Apis-mumier upptäcktes 1851 av den franske egyptologen Auguste Mariette.